# Ioan Lupul
 Ioan (Iancu) Lupul (germană: Johann von Lupul) (n. 9 septembrie 1836, Volcineț, Vijnița – d. 1922, Cernăuți) a fost un politician și patriot român, pe mulți ani deputat în Dieta Bucovinei, deputat și vicepreședinte al Consiliului Imperial (Reichsrat) și căpitan (mareșal) al Ducatului Bucovinei pe timpul Imperiului Austro-Ungar. De asemenea a fost un scriitor și poet recunoscut.

## Biografie

### Activitatea politică
După ce a absolvit studiul în Drept, a început sa lucreze ca funcționar administrativ la Cernăuți și s-a angajat devreme în politică. Din 1864 a fost deputat al consiliului municipal al orașului Cernăuți (până la 1888). În 1866 a obținut un mandat pentru fracțiunea moșierilor mari in Dieta Bucovinei unde a și fost membru în cadrul comitetului de stat.
Din 1885 până la 1894 a reprezentat interesele românești ca membru al Reichsratului și a fost al doilea vice-președinte al acestei case (1898-1900).
După ce președintele țării, Anton Graf Pace von Friedenberg, a demisionat din cauza conflictului cu privire la utilizarea limbii române în primăvara anului 1892, în consecință, de asemenea declarse mareșalul Bucovinei, baronul Alexandru Wassilko de Serecki, că în viitor el nu va mai fi disponibil pentru acest post și a pledat în favoarea candidaturii prietenului său politic Ioan Lupul. Acesta a fost ales in toamna 1892  ca adversar al baronului Anton Kochanowski von Stawczan, și cu voturile celor patru deputați ruteni, ca nou căpitan al ducatului. Abia în 1904 acesta a fost înlocuit prin contele Gheorghe Wassilko de Serecki, fiul fostului mareșal.

### Scriitorul
Ioan Lupul, precum și timpuriu decedatul său frate Tudor (1838-1858), deși români, au scris preponderent în limba germană.
Cu toate că a scris proză și timp de ani de ani de zile articole pentru ziarul "Sonntagsblatt der Bukowina", alături de cartea " Streiflichter Czernowitz 1902",  Ioan Lupul a fost în primul rând poet. El este considerat stilistic în succesiunea lui Nikolaus Lenau și Heinrich Heine.